# Morderstwo w Białym Domu
Morderstwo w Białym Domu (tytuł oryg. Murder at 1600) – film thriller produkcji amerykańskiej z 1997 roku.

## Opis fabuły
Akcja filmu rozpoczyna się od tajemniczego morderstwa młodej pracownicy białego domu Carli Town. Do rozwiązania tej sprawy zostaje skierowany detektyw Harlan Regis. Od samego początku okoliczności zabójstwa oraz bieg wydarzeń zdają się być zagadkowe. Śledczy zaczyna podejrzewać powstanie spisku przeciw niemu i ukrywanie istotnych faktów dotyczących śledztwa oraz celowe podrzucanie mylnych tropów, takich jak próba zrzucenia winy morderstwa na sprzątacza. Detektyw Regis prowadząc śledztwo podejrzewa iż w całą sprawę mogą być zamieszani wysoko postawieni ludzie. Początkowo w kręgu głównych podejrzanych znajduje się syn prezydenta USA. Tajemniczą postacią jest agent Spikings, który utrudnia śledztwo Regisowi i jest zdeterminowany, aby fakt zabójstwa w Białym Domu nie ujrzał światła dziennego. W prowadzeniu śledztwa Regisowi pomaga agentka FBI Nina Chance. Początkowo jest sceptycznie nastawiona do Regisa. Jednak wraz z odkrywaniem nowych wątków śledztwa staje po jego stronie. Obydwoje odkrywają spisek, którego inicjatorem okazuje się być bliski współpracownik i przyjaciel prezydenta.

## Obsada
- Wesley Snipes jako detektyw Harlan Regis
- Diane Lane jako agent Nina Chance
- Daniel Benzali jako agent Nick Spikings
- Dennis Miller jako detektyw Steve Stengel
- Alan Alda jako Alvin Jordan
- Ronny Cox jako prezydent Jack Neil